# Jacobinia ghiesbreghtiana
Jacobinia ghiesbreghtiana là một loài thực vật có hoa trong họ Ô rô. Loài này được (Lem.) Hemsl. mô tả khoa học đầu tiên năm 1882.